# Monolistra bolei
Monolistra bolei é uma espécie de crustáceo da família Sphaeromatidae.
É endémica da Eslovénia.